# علي بن الأمين
علي بن عبد القادر بن عبد الرحمن بن علي بن علي بن علي بن الأمين، مفتي مدينة الجزائر وعالمها ومسندها ومجدد رونق العلم بها في وقته، وتوفي بها خلال عام 1236هـ (1821م).

## نشأته
هو أبو الحسن علي بن الأمين الذي وُلِدَ في مدينة الجزائر أثناء فترة إيالة الجزائر.
وعائلته علوية النسب، أندلسية الأصل، جزائرية الدار، ومالكية المذهب، وشاذلية التصوف.

## دراسته
تعلم علي بن الأمين في مساجد مدينة الجزائر ثم انتقل إلى الجامع الأزهر في مصر لاستكمال تحصيله العلمي ونيل الإجازات من العلماء المحققين.
فطلب العلم في مصر وروى العلم عامة عن أبي الحسن الصعيدي، والشهاب الدردير، والأمير الكبير، والشمس محمد بن أحمد الجوهري الصغير، والوجيه عبد الرحمن العيدروس، وعلي بن العربي السقاط، والتاودي ابن سودة، هكذا عدّهم هو في إجازته للسيد السنوسي الراشدي المعسكري، وقفت عليها في مصر، وهي مؤرخة بسنة 1189هـ.
وفي كتاب «عمدة الإثبات» أن ممن أجاز له الشمس الحفني، والملوي، والشبراوي، والجوهري، وقد اشتهرت روايته عن أحمد الجوهري.

## تلاميذه
انتصب العالم علي بن الأمين بعد عودته من رحلته العلمية إلى مصر للتدريس بالجامع الكبير وأخذ عنه جماعة من العلماء، من بينهم:
1. محمد ابن العنابي، الذي قرأ عليه بعض صحيح البخاري، وجملة من صحيح مسلم، وتلقى عنه بعض المسلسلات، وأجازه.[5]
2. مصطفى الكبابطي.[6]
3. السنوسي الراشدي المعسكري.[7]
4. محمد بن محمود الجزائري.[8][9]
5. أبو الربيع سليمان بن يوسف.[10]

وقد منح إجازاته العلمية لعدد من علماء الجزائر وغيرها بعد اختبارهم وتلقينهم وتزكيتهم، واقتدى به تلميذه محمد ابن العنابي في ذلك.

## مؤلفاته
ألف العلامة علي بن الأمين العديد من المصنفات، من بينها:
- إتحاف الألباب بفصل الخطاب، فرغ منه في عام 1186هـ، كتاب في علم النحو وعلم التصريف، بتحقيق حميدة العمالي.[14][15][16][17]

## الإفتاء
ولي إفتاء المالكية بمدينة الجزائر ست مرات ما بين سنتي 1206هـ و1233هـ.

## وفاته
توفي المفتي علي بن الأمين خلال سنة 1236هـ (1821م) وتم دفنه في إحدى مقابر مدينة الجزائر.